# SPD Sachsen-Anhalt
Die SPD Sachsen-Anhalt ist der Landesverband der Sozialdemokratischen Partei Deutschlands (SPD) in Sachsen-Anhalt. Im Dezember 2020 hatte er 3.385 Mitglieder.

## Geschichte der SPD in Sachsen-Anhalt

### 19. Jahrhundert
Als Land bestand Sachsen-Anhalt erst nach dem Zweiten Weltkrieg bis 1952 und dann ab 1990. Die sozialdemokratische Tradition seiner Regionen ist jedoch alt und bedeutend. Als Erich Ollenhauer 1901 in Magdeburg geboren wurde, war diese Stadt bereits eine sozialdemokratische Hochburg mit einer besonderen Tradition. 1808 wurde hier der Sozialist Wilhelm Weitling geboren, 1868 gründete Julius Bremer den „Sozialen Reformverein“, der sich 1869 dem Allgemeinen deutschen Arbeiterverein anschloss. 1876 wurde die SPD-Zeitung „Magdeburger Freie Presse“ gegründet, 1878 kandidierte Wilhelm Bracke als erster Sozialdemokrat für den Reichstag, und bereits 1884 wählten die Magdeburger den Sozialdemokraten August Heine als ihren Reichstagsabgeordneten. 1890 wurde die SPD-Zeitung „Volksstimme“ gegründet, und 1901 hatte der ein Jahr zuvor gegründete „Sozialdemokratische Verein für Magdeburg“ bereits 1.115 Mitglieder. Als 1929 – nach 1910 bereits der zweite – sozialdemokratische Parteitag in Magdeburg stattfand, waren es bereits etwa 10.000.
Aber Magdeburg stand nicht allein. Die gute Organisation der Sozialdemokraten während der Zeit des Sozialistengesetzes von 1878 bis 1890 war der Hauptgrund, warum sich die Partei entschloss, ihren ersten wieder in Deutschland möglichen Parteitag 1890 in Halle abzuhalten. Hier erhielt die Partei ihren bis heute geltenden Namen „Sozialdemokratische Partei Deutschlands“.
Im selben Jahr begann der erfolgreiche Aufbau der SPD im damaligen Herzogtum Anhalt, verbunden mit den Namen Heinrich Peus und Heinrich Deist, dessen Sohn gleichen Namens später den wirtschaftspolitischen Teil des Godesberger Programms maßgeblich entworfen hat. Sie gründeten Parteizeitungen, organisierten eine erfolgreiche Gegenökonomie, um Arbeiterfamilien besser zu versorgen und zur Lösung des Wohnungsproblems beizutragen und errangen Reichstagsmandate.

### Weimarer Republik und 1933–45
Nach der Novemberrevolution 1918 wurde die SPD in der Stadt Dessau und im Freistaat Anhalt bis 1932 zur dominierenden politischen Kraft mit Heinrich Deist als Ministerpräsidenten und Heinrich Peus als Vorsitzenden der Stadtverordnetenversammlung und Präsident des Landtages. Ihnen und dem liberalen Oberbürgermeister Fritz Hesse ist es zu verdanken, dass das Bauhaus nach Dessau kam und Weltgeltung erlangen konnte.
Am Ende der Weimarer Republik war es der Sozialdemokrat Gerhart Seger, der das Land im Reichstag vertrat und entschieden gegen den Nationalsozialismus kämpfte. Noch vor der Abstimmung über das Ermächtigungsgesetz wurde er von den Nazis inhaftiert, doch gelang ihm eine spektakuläre Flucht aus dem KZ Oranienburg. Sein Bericht darüber wurde zu einer weltweit beachteten Anklage des NS-Regimes und die Grundidee für Anna Seghers Roman „Das siebte Kreuz“. Der Reichstagsabgeordnete Franz Peters aus Halle ist nach seinem „Nein“ zum so genannten Ermächtigungsgesetz eines der vielen Opfer der Nationalsozialisten gewesen und starb noch im gleichen Jahr. Auch die langjährige Abgeordnete im Preußischen Landtag aus Halberstadt Minna Bollmann wurde ebenso wie der große Pädagoge Adolf Reichwein aus Halle Opfer der Naziherrschaft.

### Nach 1945
Nach der Zwangsvereinigung der 1945 wiedergegründeten SPD mit der KPD im April 1946 konnten bedeutende Sozialdemokraten, die für kurze Zeit hohe Funktionen bekleideten in der Hoffnung, beim Wiederaufbau nach dem Krieg helfen zu können, nur mit großem Risiko und teilweise nach jahrelanger Haft in die Bundesrepublik fliehen: der erste SPD-Landesvorsitzende und Minister Ernst Thape, der Gewerkschafter und Landtagspräsident Adam Wolfram – nach 1990 Aufbauhelfer und Ehrenvorsitzender des Landesparteirates – und der Juraprofessor und Ministerialdirektor Willi Brundert, später Oberbürgermeister von Frankfurt.

### Wiedervereinigung
Nach der Herbstrevolution 1989 begann der Neuaufbau „aus dem Nichts heraus“. An mehr als hundert Orten zugleich folgten die neuen Sozialdemokratinnen und Sozialdemokraten dem Aufruf zur Parteigründung, der maßgeblich von Markus Meckel, damals Pfarrer im heutigen Sachsen-Anhalt, ausging. Es wurden die beiden Bezirksverbände Halle und Magdeburg gegründet, die sich im August 1990 in Quedlinburg zum Landesverband Sachsen-Anhalt zusammenschlossen. Spitzenkandidat für die erste demokratische Landtagswahl wurde Reinhard Höppner, der sich als Vizepräsident der ersten frei gewählten Volkskammer – in ihr 15 Abgeordnete aus dem heutigen Sachsen-Anhalt – deutschlandweit einen Namen gemacht hatte.
Im gleichen Jahr wurde Wilhelm Polte Oberbürgermeister der Stadt Magdeburg und knüpfte damit an die bedeutende Tradition von Hermann Beims und Ernst Reuter aus den 20er und 30er Jahren an. Zehn Jahre später konnte die Sozialdemokratin Ingrid Häußler als erste Frau in der 1200-jährigen Geschichte der Stadt Halle deren Oberbürgermeisterin werden.
Mehrere SPD-Häuser in Sachsen-Anhalt tragen inzwischen die Namen von Sozialdemokraten: das Ernst-Reuter-Haus in Magdeburg, das Adolf-Reichwein-Haus in Halle, das Heinrich-Peus-Haus in Köthen und das nach Marie Arning – Reichstagsabgeordnete und AWO-Vorsitzende – genannte AWO-Haus in Magdeburg.

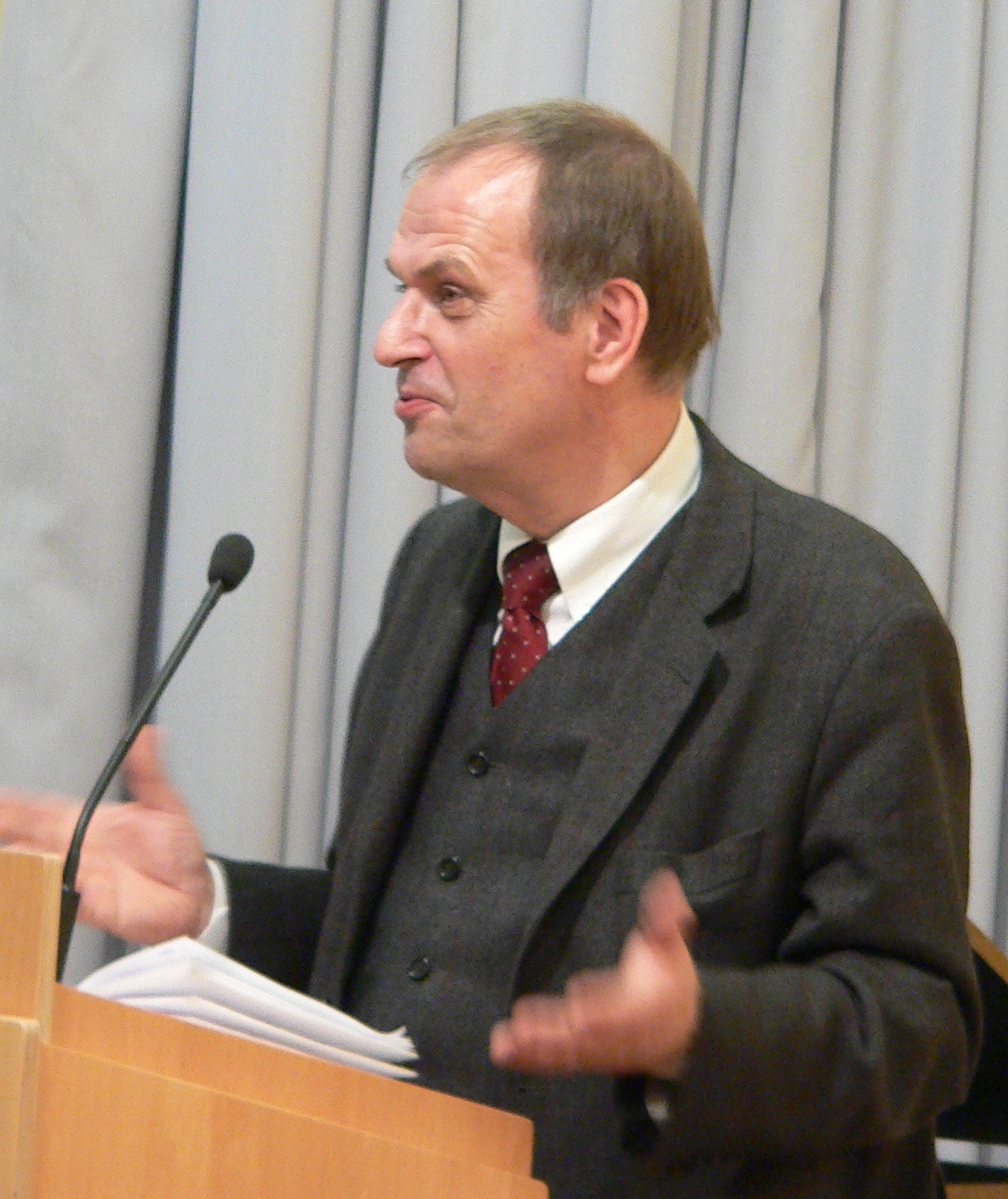
Reinhard Höppner (2008)

Die SPD war nach der Wiedervereinigung in den Legislaturperioden 2 und 3 führende Regierungspartei unter Ministerpräsident Reinhard Höppner. 1994 bis 1998 bildete sie eine rot-grüne Minderheitsregierung, die von der PDS geduldet wurde. 1998 bis 2002 führte Höppner eine SPD-Minderheitsregierung ohne Beteiligung der Grünen, die weiterhin von der PDS toleriert wurde. Diese acht Jahre lang praktizierte Regierungsform ging als „Magdeburger Modell“ in die Geschichte ein. Nach vier Jahren in der Opposition war die Partei ab 2006 Junior-Partner in einer schwarz-roten Koalition unter den CDU-Ministerpräsidenten Wolfgang Böhmer (2006–2011, 5. Wahlperiode) und Reiner Haseloff (2011–2016, 6. Wahlperiode). Seit 2016 ist sie an einer schwarz-rot-grünen Koalition unter Ministerpräsident Haseloff beteiligt (7. Wahlperiode). Stellvertretender Ministerpräsident war von 2006 bis 2016 Jens Bullerjahn, der bei den Landtagswahlen 2006 und 2011 als Spitzenkandidat seiner Partei angetreten war. Nach der Landtagswahl 2016 wurde Petra Grimm-Benne stellvertretende Ministerpräsidentin.
Bei der Landtagswahl 2021 verlor die Partei 2,2 Prozentpunkte im Vergleich zur vorherigen Landtagswahl und erreichte mit 8,4 % neun Mandate.

## Struktur
Leitungsgremium der Landespartei ist der Landesvorstand, der alle zwei Jahre auf dem Landesparteitag neu gewählt wird. Der jetzige Landesvorstand wurde im September 2015 auf dem Parteitag in Magdeburg gewählt. Ihm gehören insgesamt 17 Personen an: die Landesvorsitzende, ihre drei Stellvertreter, der Schatzmeister sowie zwölf Beisitzer.

## Ergebnisse bei den Bundestagswahlen
| Ergebnisse der Bundestagswahlen | Ergebnisse der Bundestagswahlen | Ergebnisse der Bundestagswahlen | Ergebnisse der Bundestagswahlen | Ergebnisse der Bundestagswahlen |
| Jahr                            | Erststimmen in %                | Zweitstimmen in %               | Mandate (davon Direktmandate)   | Abgeordnete (davon mit Direktmandat) |
| ------------------------------- | ------------------------------- | ------------------------------- | ------------------------------- | --- |
| 1990                            | 25,2                            | 24,7                            | 6 (–)                           | Eberhard Brecht, Evelin Fischer, Manfred Hampel, Uwe Küster, Christel Riemann-Hanewinckel, Reinhard Weis |
| 1994                            | 34,2                            | 33,4                            | 7 (3)                           | Eberhard Brecht, Manfred Hampel, Sabine Kaspereit, Uwe Küster, Christel Riemann-Hanewinckel, Ilse Schumann, Reinhard Weis |
| 1998                            | 42,2                            | 38,1                            | 13 (13)                         | Eberhard Brecht (bis 2001), Manfred Hampel, Ulrich Kasparick, Sabine Kaspereit, Uwe Küster, Eckhart Lewering, Tobias Marhold, Christel Riemann-Hanewinckel, Silvia Schmidt, Ilse Schumann (verstorben 2000), Reinhard Weis, Engelbert Wistuba, Waltraud Wolff |
| 2002                            | 42,6                            | 43,2                            | 10 (10)                         | Klaas Hübner, Ulrich Kasparick, Uwe Küster, Eckhart Lewering, Tobias Marhold, Christel Riemann-Hanewinckel, Silvia Schmidt, Reinhard Weis, Engelbert Wistuba, Waltraud Wolff                                                                                  |
| 2005                            | 35,1                            | 32,7                            | 10 (10)                         | Klaas Hübner, Ulrich Kasparick, Uwe Küster, Marko Mühlstein, Maik Reichel, Christel Riemann-Hanewinckel, Silvia Schmidt, Andreas Steppuhn, Engelbert Wistuba, Waltraud Wolff                                                                                  |
| 2009                            | 19,8                            | 16,9                            | 3 (–)                           | Burkhard Lischka, Silvia Schmidt, Waltraud Wolff |
| 2013                            | 19,6                            | 18,2                            | 4 (–)                           | Karamba Diaby, Marina Kermer, Burkhard Lischka, Waltraud Wolff |
| 2017                            | 17,2                            | 15,2                            | 3 (–)                           | Eberhard Brecht (ab 2019), Katrin Budde, Karamba Diaby, Burkhard Lischka (bis 2019) |
| 2021                            | 24,4                            | 25,4                            | 5 (4)                           | Katrin Budde, Karamba Diaby, Franziska Kersten, Martin Kröber, Herbert Wollmann |
| 2025                            | 13,8                            | 11,0                            | 2 (–)                           | Franziska Kersten, Martin Kröber |

## Personen

### Landesvorsitzende
| Jahre     | Vorsitzender                         |
| --------- | ------------------------------------ |
| 1990–2002 | Rüdiger Fikentscher                  |
| 2002–2004 | Manfred Püchel                       |
| 2004–2009 | Holger Hövelmann                     |
| 2009–2016 | Katrin Budde                         |
| 2016–2020 | Burkhard Lischka                     |
| seit 2020 | Juliane Kleemann und Andreas Schmidt |

### Fraktionsvorsitzende
| Jahre     | Vorsitzender        |
| --------- | ------------------- |
| 1990–1994 | Reinhard Höppner    |
| 1994–2002 | Rüdiger Fikentscher |
| 2002–2004 | Manfred Püchel      |
| 2004–2006 | Jens Bullerjahn     |
| 2006–2016 | Katrin Budde        |
| 2016      | Andreas Steppuhn    |
| seit 2016 | Katja Pähle         |

### Spitzenkandidaten
| Wahl | Spitzenkandidat  |
| 1990 | Reinhard Höppner |
| 1994 | Reinhard Höppner |
| 1998 | Reinhard Höppner |
| 2002 | Reinhard Höppner |
| 2006 | Jens Bullerjahn  |
| 2011 | Jens Bullerjahn  |
| 2016 | Katrin Budde     |
| 2021 | Katja Pähle      |

### Minister in der Landesregierung
| Name              | Ämter                                                                                 |
| ----------------- | ------------------------------------------------------------------------------------- |
| Armin Willingmann | Wissenschaft, Energie, Klimaschutz und Umwelt; Stellvertreter des Ministerpräsidenten |
| Petra Grimm-Benne | Arbeit, Soziales, Integration und Gleichstellung                                      |

siehe Kabinett Haseloff III